# Agden Reservoir

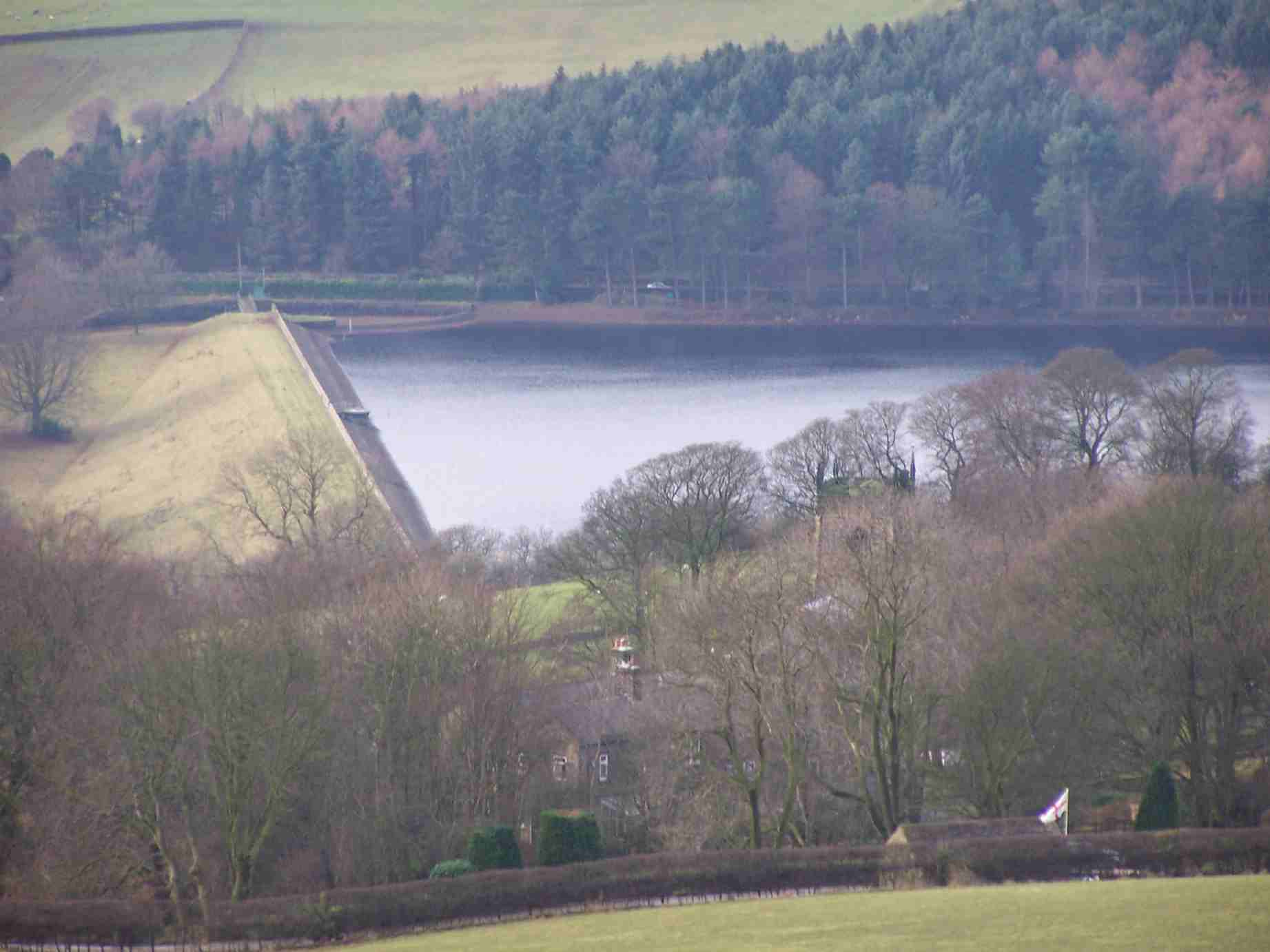
Agden Reservoir in 2006

Agden Reservoir is een stuwmeer dat zich ongeveer tien kilometer ten westen van de stad Sheffield bevindt. Het ligt tussen de dorpen Low Bradfield en High Bradfield en bedekt een oppervlakte van 25 hectare. In volledig opgevulde toestand bevat het 559 miljoen gallon water. Eigenaar is Yorkshire Water.
Agden Reservoir werd voltooid in 1869 en is een van de vier stuwmeren die gevuld worden door beekjes in de heiden van Broomhead en Bradfield in het Peak District; de andere drie zijn Strines, Damflask en Dale Dyke Reservoir. De dam is 30 meter hoog en ongeveer 350 meter breed. Van oudsher groeien naaldbomen om het stuwmeer, maar het stadsbestuur van Sheffield vervangt deze geleidelijk aan door loofbomen, aangezien deze beter geschikt zijn voor de plaatselijke fauna en flora en ook esthetischer ogen.
Vanuit Low Bradfield loopt een 5,5 kilometer lang wandelpad om het meer; dit omvat eveneens een zompig moerasland, Agden Bog geheten. De boerderijen die vroeger om het meer heen stonden, werden in de tweede helft van de 20ste eeuw afgebroken; enkel het voormalige huis van de wachter van het meer bestaat nog. De Yorkshire Wildlife Trust zorgt voor het behoud van de natuur in en om het meer.